# Johan Kraag
Johannes Samuel Petrus (Johan) Kraag (Hamilton (Coronie), 29 juli 1913 – 24 mei 1996) was een Surinaams politicus. Hij was van 29 december 1990 tot 16 september 1991 waarnemend president van Suriname.

## Biografie
Kraag volgde een onderwijzerscursus van de Evangelische Broedergemeente Suriname. Hij kon daarna geen baan vinden als onderwijzer en ging toen bij de politie werken. Kraag werd in 1946 lid van Nationale Partij Suriname en was van 1951 tot 1963 Statenlid voor het district Coronie, waarvan de laatste jaren als voorzitter. Vervolgens was hij tot 1967 minister van Sociale Zaken en daarna nog twee jaar minister van Arbeid en Sociale Zaken. Kraag behoorde tot de gematigde vleugel die zich in 1975 verzette tegen de onafhankelijkheidspolitiek van Pengels opvolger Henck Arron.
Na de militaire staatsgreep op 24 december 1990 ("Telefooncoup") werd de 77-jarige Kraag op 29 december 1990 door de Assemblée gekozen tot waarnemend president van Suriname (kabinet-Kraag). Tot dan had politiechef Ivan Graanoogst deze functie enkele dagen waargenomen. Op 7 januari 1991 kreeg Kraag Jules Wijdenbosch als vicepresident naast zich. Wijdenbosch was een aanhanger van Desi Bouterse en werd gezien als de werkelijke machthebber. De nieuwe regering kreeg als voornaamste taak het organiseren van parlementsverkiezingen, die op 25 mei 1991 werden gehouden. De strijd ging tussen Wijdenbosch en Ronald Venetiaan. De laatste won de verkiezingen en volgde Kraag per 16 september 1991 op.